# Los Naranjos (Caracas)

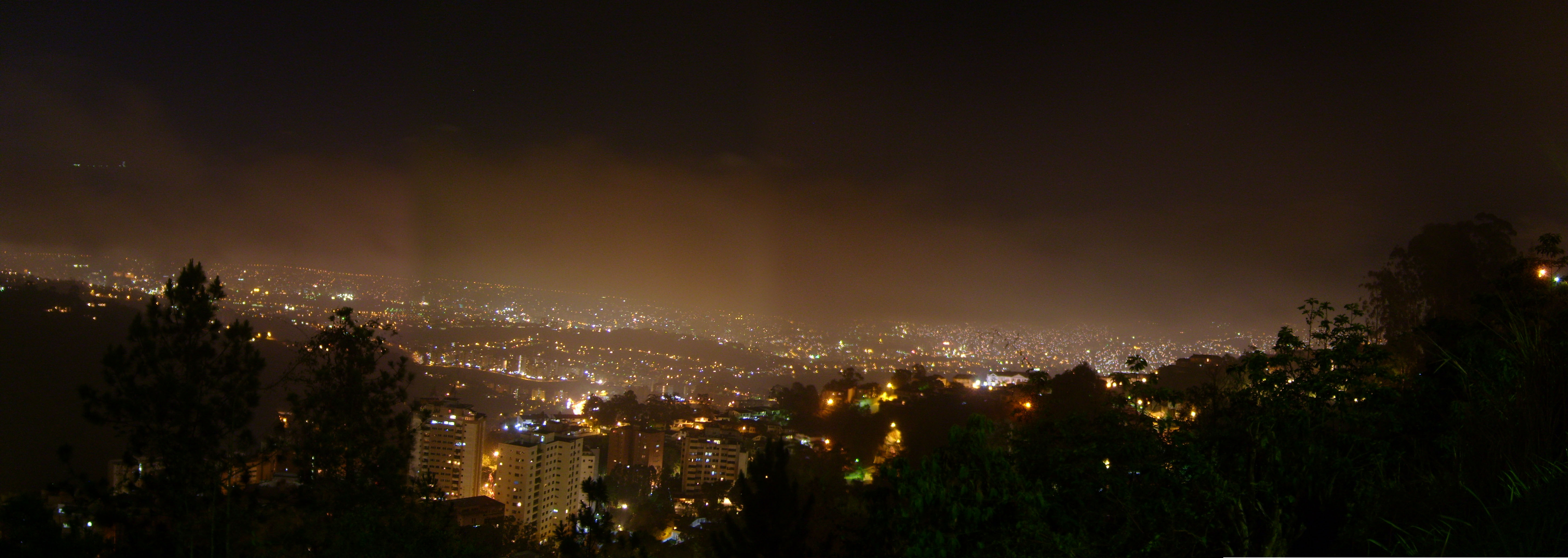
Vista nocturna de Caracas desde Los Naranjos del Hatillo.

Los Naranjos del Hatillo, tradicionalmente llamado Los Naranjos del Cafetal, es una urbanización en el sur este de Caracas del Municipio el Hatillo de clase media-alta venezolana. Se encuentra alrededor de los 1130 m s. n. m. y cuenta con un clima de montaña. Se compone principalmente por zonas residenciales, contando con diversas urbanizaciones, centros comerciales y centros educativos de nivel primario, secundario y superior.

## Historia
Los Naranjos inició su mayor nivel de urbanización en la década de los años 80, completándose en los años 90. Inicialmente pertenecía al extinto Distrito Sucre, a partir de 1989 pasó a formar parte del recién creado Municipio Baruta en la Parroquia El Hatillo, hasta el año 1991 cuando esta última fue elevada a la categoría de municipio. Desde entonces, Los Naranjos es una de las urbanizaciones más pobladas del Municipio El Hatillo.  
A finales de los años 90 e inicios de los años 2000 se inauguran dos centros comerciales (Los Naranjos Plaza y Galerías Los Naranjos), generando así un aumento en el tránsito de la urbanización y permitiendo que sus habitantes pueden acceder a diversos servicios y entretenimientos dentro de la urbanización.

## Ubicación y Organización
La urbanización de Los Naranjos se ubica en el sureste de Caracas y se destaca por su posición ventajosa en la sierra sureste, permitiéndole una extraordinaria y amplia vista de la ciudad de Caracas. Se destaca por sólo tener tres accesos, el primero al norte a través de la carretera El Cafetal - Los Naranjos, conocida tradicionalmente como "la subida de Los Naranjos", el segundo al sur, conectando con las urbanizaciones de El Cigarral, El Hatillo y La Boyera, y una tercera al oeste que conecta con la urbanización Cumbres de La Tahona. Al ser una localidad montañosa, su temperatura oscila entre los 25 °C y los 8 °C.  
Los Naranjos cuenta con tres arterias viales centrales, la Avenida Principal de los Naranjos, la Avenida el Paují y la Avenida Sur 7 (que conecta con el acceso sur de la urbanización) todas las calles de la urbanización hacen referencia a tres puntos cardinales (norte, sur y este) con su respectiva numeración.

## Lugares de Interés

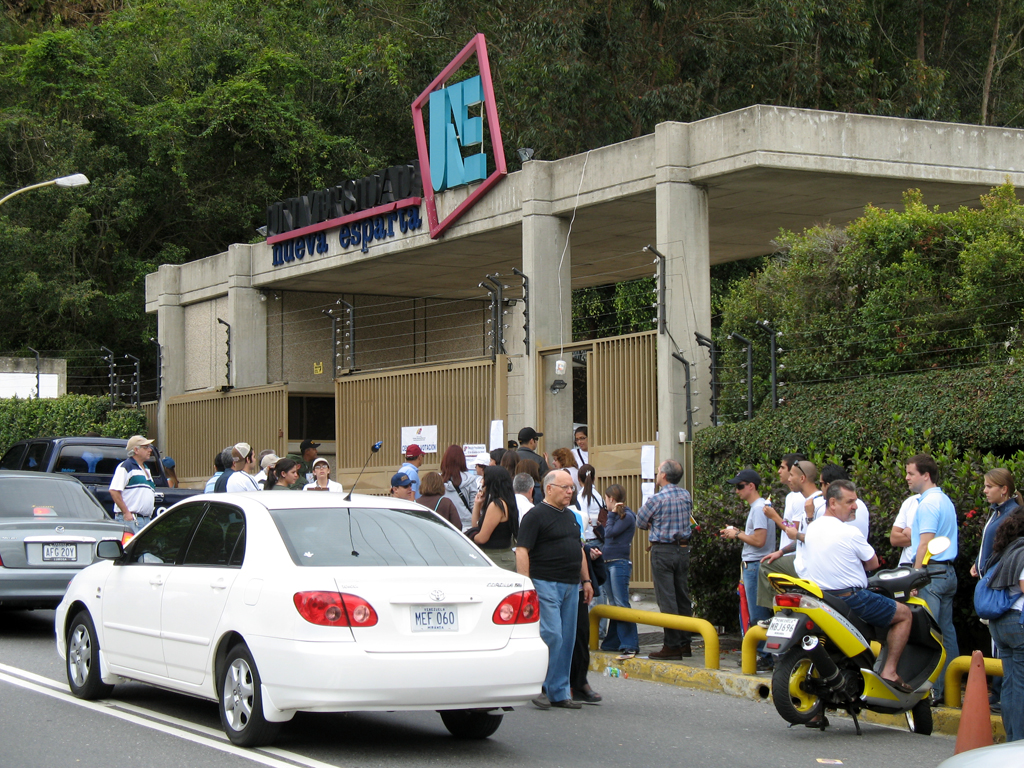
Sede de la Universidad Nueva Esparta

Los Naranjos cuenta con diversas áreas y lugares de interés (recreativos, comerciales o educativos), se detalla a continuación:  
| Centros Educativos        | Centros Comerciales                            | Centros Deportivos                              | Centros Religiosos                 | Plazas y Parques    |
| ------------------------- | ---------------------------------------------- | ----------------------------------------------- | ---------------------------------- | ------------------- |
| Universidad Nueva Esparta | Galerías Los Naranjos                          | Sport Center Los Naranjos (Gimnasio y Natación) | Parroquia Maria Madre del Redentor | Plaza los Semerucos |
| Instituto Andes           | Casa Mall (anteriormente Los Naranjos Plaza)   | Polideportivo Los Naranjos (Este 3)             |                                    | Plaza la Redoma     |
| Preescolar Mi Tita        | Abasto conocido popularmente como "La Joyería" |                                                 |                                    | Asonaranjos         |
| Preescolar Puki Puki      |                                                |                                                 |                                    | Parque Este 3       |

## Asociación de Vecinos
Según lo establece la Ley de Planificación Pública, los Naranjos tiene su propia asociación de vecinos denominada ASONARANJOS, que es electa entre los habitantes de la urbanización.     

## Galería

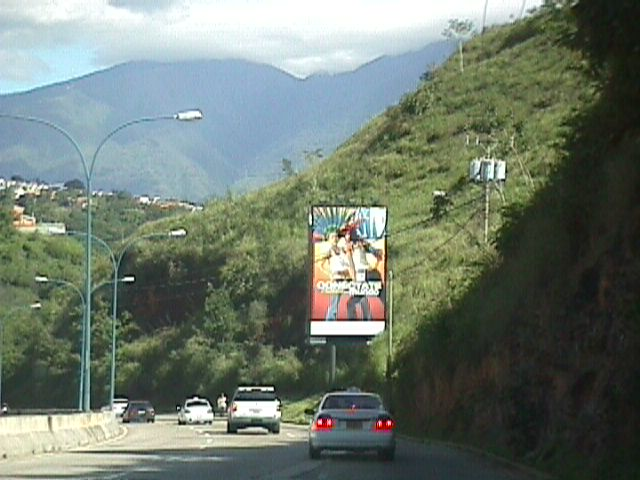
Carretera El Cafetal - Los Naranjos
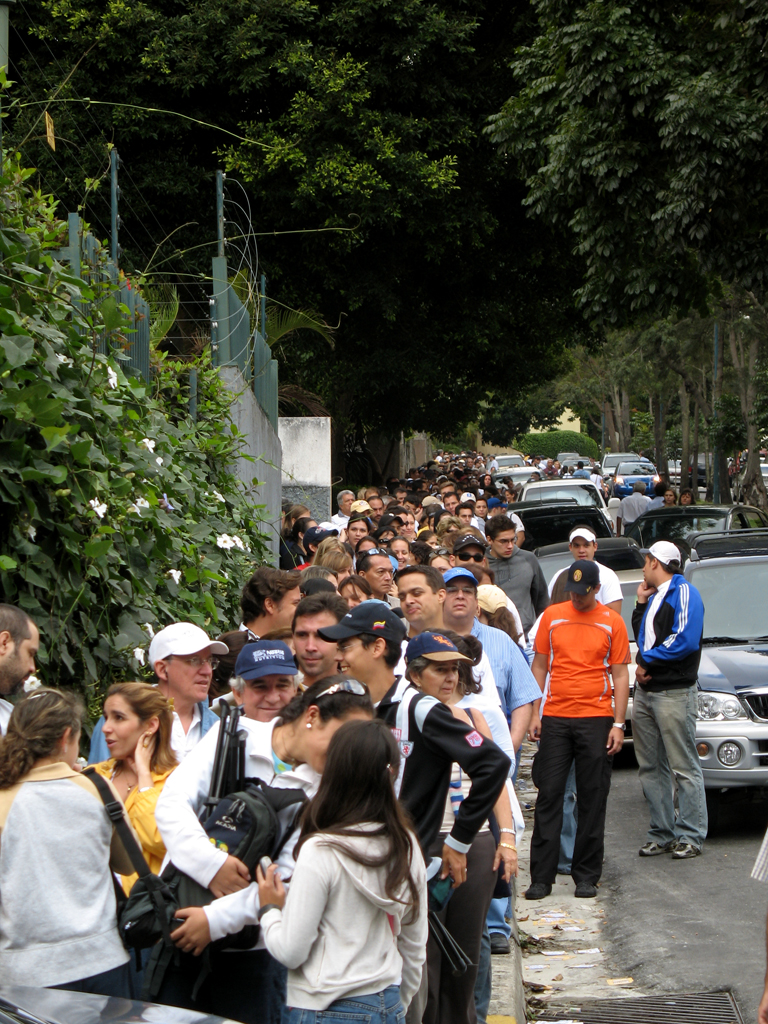
Colas para ejercer el voto en el centro electoral de la urbanización (Universidad Nueva Esparta) en alguno de los procesos de elección realizados.